# Марта Данська
Марта (Маргарита) Данська (1277 — 2 березня або 3 жовтня 1341) — королева-консорт Швеції як дружина Біргера Магнусона. Від народження її звали Маргарита (Маргрете) Еріксдоттер, але у Швеції вона була відома як Марта; в історії вона залишилася під ім'ям Марта Данська. Вона мала значний вплив на політику і була важливою дійовою особою в конфлікті Біргера зі своїми братами.

## Життєпис
Маргарита була дочкою короля Данії Еріка V і Агнеси Бранденбурзької. Її батько був убитий в 1286 році, а мати, яка стала регенткою, вступила у повторний шлюб у 1293 році. Маргарита вийшла заміж за спадкоємця трону Швеції Біргера Магнусона в 1298 році. За два роки до цього її брат, король Ерік VI, одружився з сестрою чоловіка, принцесою Інгеборгою Шведською. Шлюб був організований коли вона була ще дитиною; необхідний дозвіл від батька було отримано в 1284 році. Вона в основному виховувалася при королівському дворі Швеції своєю майбутньою свекрухою, вдовуючою королева Гельвіг Гольштейнською. найпізніше з 1295 року вона проживала в Швеції постійно.

### Королева
25 листопада 1298 року вона одружилися під час пишної церемонії. Маргарита і Біргер виросли разом, і їхній шлюб описується як щасливий. Вона мала великий вплив на чоловіка і державні справи. У 1299 році вона народила сина, який був проголошений спадкоємцем престолу в 1304 році.
Марта була коронована королевою в 1302 році, однак вже в 1306 році брати короля відібрали дійсну владу у подружжя. Марта відправила свого сина і спадкоємця до брата й невістки, сестра її чоловіка, короля та королеви Данії.
У шведській «Хроніці Еріка» Марта описується як кровожерлива королева. Під час другого конфлікту чоловіка з його братами-герцогами, королівська пара запросила їх на великі свята в Нючепінгу, під час якого герцоги були схоплені, ув'язнені і заморені голодом. Марта, заявляла, що любить їх як рідних, однак на святі виглядала як ніколи щасливою, при цьому знаючи, що їм уготовано. Її веселість була сприйнята як радість від майбутньої помсти герцогам. Передбачається, що королева Марта придумала цей план разом з міністром Іоганном Брунковим.

### Вигнання
У 1318 році її чоловік був повалений, а Нючепинзький замок захоплений. Марта втекла до свого брата в Данію, де провела більшу частину життя. Незабаром до неї приєднався її чоловік. Вона овдовіла в 1321 році, пережила смерть брата в 1319 році та вбивство сина в 1320 році. У 1326—1329 роках у Німеччині вона вела переговори про одруження своїх дочок. Останні роки життя Маргарита провела черницею в монастирі святого Петра у Нестведі.
Вона була похована в церкві Святого Бендта в Рінгстеді.

## Діти
- Магнус Біргерссон (1300—1320), страчений в Швеції
- Ерік Біргерссон (пом.. 1319), архідиякон в Уппсалі, помер у вигнанні
- Агнеса Біргерсдоттер (пом.. після 1344), черниця в монастирі Слангерупа в Данії
- Катаріна Біргерсдоттер (пом.. після 1320)